# التنوع الجنسي الإيكولوجي
يشير مصطلح التنوع الجنسي الإيكولوجي إلى سلسلة من الممارسات التي تُعيد تخيل الطبيعة والبيولوجيا والجنسانية في ضوء نظرية أحرار الجنس. يفند التنوع الجنسي الإيكولوجي مفهوم الانحياز الجنسي المغاير في الطبيعة، ويستند على مجموعة متنوعة من التخصصات، مثل دراسات العلوم، والنسوية الإيكولوجية، والعدالة البيئية، وجغرافيا التنوع الجنسي. يكسر هذا المنظور مختلف «الثنائيات» الموجودة في الفهم الإنساني للطبيعة والحضارة.

## نظرة عامة
يعترف التنوع الجنسي الإيكولوجي بأن الناس يرون الطبيعة من خلال المفاهيم الثنائية مثل «الطبيعي وغير الطبيعي» أو «الحي وغير الحي» أو «البشري وغير البشري»، لكن في الواقع، وجود الطبيعة هو حالة استمرارية. وإن فكرة «الطبيعي» هي مفهوم بشري عن الطبيعة، وغير مستمدة من «الطبيعة» نفسها.
يرفض التنوع الجنسي الإيكولوجي الأفكار التي تقول باستثنائية الإنسان ومركزيته، وهي أفكار تقترح أن البشر فريدون وأكثر أهمية من الطبيعة الأخرى غير البشرية. ويتحدى بشكل خاص الأفكار التقليدية التي تخص الكائنات الحية وأنواعًا وأفرادًل بقيمة أكثر من غيرهم.
يوضح التنوع الجنسي الإيكولوجي أيضًا أن الأفكار المعيارية المغايرة تشبع فهم الإنسان لـ «الطبيعة» والمجتمع البشري، ويدعو إلى إدراج التنوع الجنسي ضمن الحركات البيئية. يرفض الربط الموجود بين «الطبيعي» و«الجنسي المغاير»، ويلفت الانتباه إلى الكيفية التي استُغلت بها الطبيعة والجماعات الاجتماعية المهمشة تاريخيًا.
يطبق الناس التنوع الجنسي الإيكولوجي عبر التخلي عن أفكارهم حول ما هو «طبيعي»، والتخلص من تعميمات السلوك البشري والحيواني، والاعتراف بتنوع العالم الطبيعي، وتيسير الخطاب المتمركز حول التنوع الجنسي. عبر عدسة التنوع الجنسي الإيكولوجي، تعد جميع الكائنات الحية مرتبطة ومتداخلة.

## التاريخ
تعود البدايات النظرية للتنوع الجنسي الإيكولوجي إلى ما يعَد نصوصًا تأسيسية لنظرية أحرار الجنس. على سبيل المثال، تشير الباحثة كاتريونا سانديلاندس إلى أن أصول التنوع الجنسي الإيكولوجي تعود إلى دراسة قدمها ميشال فوكو بعنوان تاريخ الجنسانية (1976). تقترح سانديلاندس أن فوكو «وضع الأساس لمعظم الفهم للتنوع الجنسي الإيكولوجي المعاصر» عبر دراسة مفهوم الجنس بصفته «موضوعًا محددًا للمعرفة العلمية، تنظمه (بيولوجيا التكاثر) التي تنظر إلى السلوك الجنسي البشري عبر فيسيولوجيا التكاثر النباتي والحيواني من ناحية، ومن ناحية أخرى، (طب الصحة الجنسية) الذي يصور الجنسانية البشرية عبر الرغبة والهوية»، يشرح فوكو أن «طب الصحة الجنسية» بصفته وسيلة للحديث عن صحة الإنسان منفصل عن «طب الجسم». مثلما تستمد المفاهيم المبكرة للتنوع الجنسي الإيكولوجي أيضًا من شعر إدوارد كاربنتر، الذي تناول موضوعات الجنسانية والطبيعة في عمله.
وضع عمل جوديث بتلر في مجال الجندر أيضًا أساسًا مهمًا للتنوع الجنسي الإيكولوجي. على وجه التحديد، تستكشف بتلر الجندر كأداء في كتابها لعام 1990، «مشكلة الجندر: النسوية وتخريب الهوية». ويقترح التنوع الجنسي الإيكولوجي أنه في حال تطبيق مفهوم بتلر للأداء على عالم البيئة، فإنه يفكك «ثنائية الطبيعة والحضارة». من وجهة نظر التنوع الجنسي الإيكولوجي، لا توجد اختلافات جوهرية بين «الطبيعة» و«الحضارة». بدلاً من ذلك، فإن البشر الذين صنفوا «الطبيعة» و«الحضارة» على أنهما مختلفان عن بعضهما، هم من خلقوا هذه الاختلافات. من وجهة نظر علمية، لا يمكن فهم «الطبيعة» تمامًا إذا اعتبرت الحيوانات أو الجسيمات كيانات راكدة مستقلة؛ لأن الطبيعة موجودة كـ«شبكة» من التفاعلات.
ظهر التنوع الجنسي الإيكولوجي بشكل جزئي أيضًا بفضل النسوية الإيكولوجية. على الرغم من رفض التنوع الجنسي الإيكولوجي لسمات الجوهرية الموجودة في النسوية الإيكولوجية المبكرة، فإن النصوص النسوية الإيكولوجية مثل كتاب ماري دالي جين / أيكولوجي (1978) وضعت الأساس لفهم التقاطعات بين المرأة والبيئة. وطور التنوع الجنسي الإيكولوجي هذه المفاهيم المتقاطعة التي بدأت في مجال النسوية الإيكولوجية حول الطرق التي وصف بها الجنس والطبيعة تاريخيًا. كنظرية سياسية تصر على أن المشاكل البيئية والاجتماعية متشابهة، جرت مقارنة التنوع الجنسي الإيكولوجي بمفهوم موري بوكتشين الخاص بالإيكولوجيا الاجتماعية، نظرًا إلى أن كليهما نظريات سياسية تصر على أن المشاكل البيئية والاجتماعية مترابطة.
في مايو 1994، قدمت مقالة افتتاحية في أندركورنتس: مجلة الدراسات البيئية الإشكالية بعنوان «التنوع الجنسي الطبيعي». حددت المقالة القدرة التخريبية المحتملة عندما يفحص المرء الفئات المعيارية المرتبطة بالطبيعة. وأكدت أن الذكور البيض المغايرين جنسيًا يسيطرون على سياسات الطبيعة، وأن هذا النمط لا يمكن أن يستمر. وعرض فكر المنادين بالتنوع الجنسي الإيكولوجي وأدبهم في هذه المسألة أيضًا على شكل قصائد وتقارير فنية تفند التغاير الجنسي ضمن الجنسانية البشرية والبيئية. في وقت لاحق من عام 2015، طرحت أندركورنتس تحديثًا لقضيتهم الأصلية ونشرة للاحتفال بمرور 20 عامًا على الدراسات المستمرة في التنوع الجنسي الإيكولوجي.
حديثًا، بدأت أفلام مثل أفاتار لجيمس كاميرون بالترويج للأفكار الأساسية للتنوع الجنسي الإيكولوجي.